# TriStar Pictures

Logo der neuen TriStar (ab 2004)

TriStar Pictures, Inc. (bis 1991 Tri-Star) ist eine amerikanische Filmproduktionsfirma, Teil der Columbia TriStar Motion Picture Group, und im Besitz von Sony Pictures Entertainment.
TriStar wurde 2004 als Marketing- und Akquisitionseinheit wiederbelebt, „um einen besonderen Nachdruck auf Genrefilme zu haben“.

## Geschichte
Ursprünglich wurde die Filmproduktionsfirma mit Sitz in Atlanta (Georgia) am 11. August 1978 von Lang Elliot zusammen mit den Filmproduzenten Eric Weston und Wanda Dell gegründet. Unter dessen Federführung wurden insgesamt nur die drei Filme „They Went That-A-Way & That-A-Way“, The Prize Fighter und The Privat Eyes produziert.
Das spätere Konzept für TriStar Pictures war die Idee von Victor Kaufman, einem leitenden Angestellten von Columbia Pictures (damals eine Tochtergesellschaft von Coca-Cola). Er übernahm die Produktionsfirma 1982 von den Gründern und verlegte den Firmensitz nach Burbank (Kalifornien). Es überzeugte die Studios HBO und CBS, die Ressourcen zu bündeln, um die ständig wachsenden Kosten für das Erstellen von Filmen durch die Schaffung eines neuen Gemeinschaftsunternehmens zu verringern. Am 16. Mai 1983 wurde es unter dem Namen Tri-Star Pictures Inc. vorgestellt (als das neue Unternehmen gegründet wurde, hatte es noch keinen offiziellen Namen und die Presse verwendete den Code-Namen Nova. Nova konnte jedoch nicht als Firmennamen beibehalten werden, weil dies bereits der Titel für eine gleichnamige PBS-Wissenschafts-Serie war).
1984 wurde als erster selbstproduzierter Film The Natural mit Robert Redford veröffentlicht.
CBS schied 1985 aus dem Unternehmen aus, veröffentlichte aber noch bis 1992 einige Tri-Star Filme als Heimvideo. Im Jahr 1986 schied HBO ebenfalls aus dem Bündnis aus und verkaufte die Hälfte seiner Anteile von Tri-Star an Columbia Pictures. Im selben Jahr trat Tri-Star über Tri-Star Television in Zusammenarbeit mit Stephen J. Cannell Productions und Witt Thomas Harris Productions in das TV-Geschäft ein. Dazu wurde eine Fernsehvertriebsgesellschaft namens TeleVentures geschaffen.
Im Jahr 1989 verkaufte der Coca-Cola Konzern seine Anteile aus dem Filmgeschäft. Tri-Star wurde neben Columbia Pictures durch die Sony Corporation of America aufgekauft. Im Jahr 1991 erfolgte dann der Zusammenschluss zur Columbia TriStar Motion Picture Group. Seit Ende 2004 wird der Allianzname Columbia TriStar konsequent durch Sony Pictures abgelöst.

## Logo
Das Logo der Firma, ein Pegasus (entweder statisch oder über den Schirm fliegend), wurde 1984 eingeführt und ist zu einer Art Kultur-Ikone geworden. Aufbauend entwickelten sich zahlreiche Parodien, beispielsweise in der animierten Fernsehserie Family Guy. Das zweite Logo wurde von Alan Reingold entworfen.